# Paavo Kotila
Paavo Edvard Kotila (Veteli, 26 de agosto de 1927) foi um atleta finlandês da maratona.
Ganho a Maratona de Boston em 1960 e nos Jogos Olímpicos de 1956 ficou na 13ª posição.
Foi campeão nacional por três vezes, em 1955, 1956 e 1961.